# الأكاديمية الإمبراطورية للفنون
الأكاديمية الإمبراطورية للفنون ، المعروف بشكل غير رسمي في  بأكاديمية سانت بطرسبرغ للفنون ، افتتحت بواسطة الكونت ايفان شوفالوف تحت اسم أكاديمية الفون الثلاثة الأكثر نبلا في 1757.

## في الإمبراطورية الروسية
كانت الأكاديمية تقع في قصر شوفالوف على سادوفايا ستريت حتى 1764، عندما سمتها كاترين العظمى الأكاديمية الإمبراطورية للفنون وكلفت أول رئيس لها، الكسندر كوكورينوف، لتصميم مبنى جديد للأكاديمية. استغرق الأمر 25 عاما لبناء الصرح على نمط الكلاسيكية الجديدة. كونستانتين ثون كان مسؤولا عن زخرفة باذخ من الداخل. كما أنه صمم على جانب الرصيف امام الصرح وزين ذلك باثنين من تماثيل أبو الهول عمرها 3000 عاما، الذي تم إحضارها من مصر.

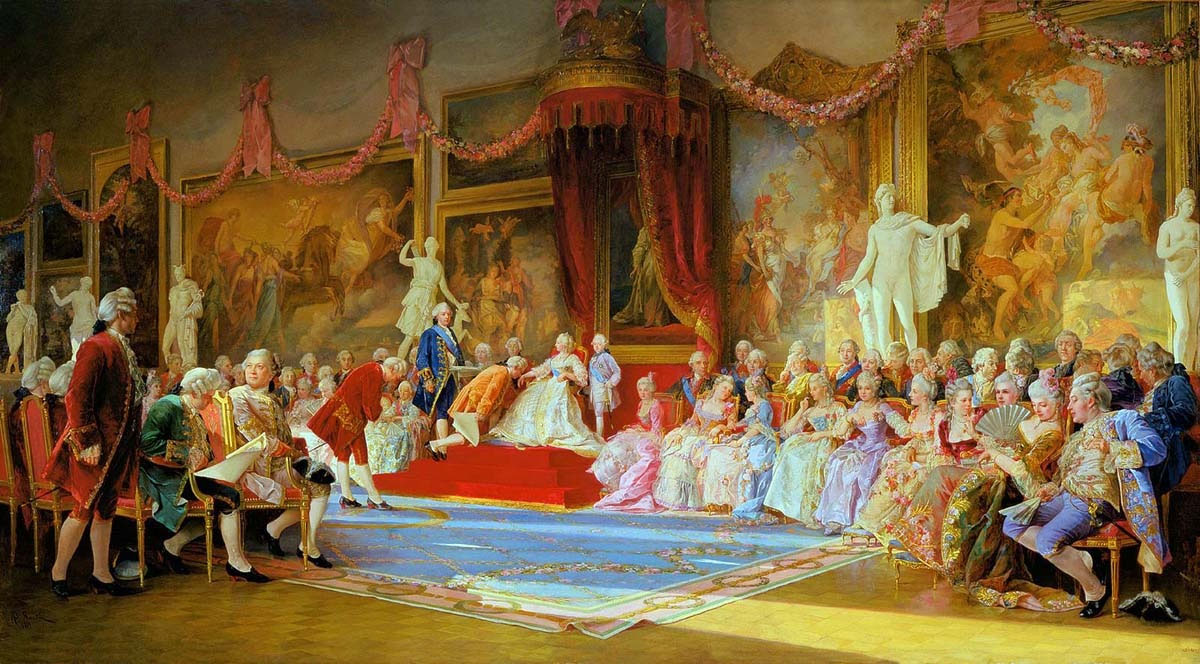
في افتتاح أكاديمية الفنون، لوحة للرسام فاليري جاكوبي.

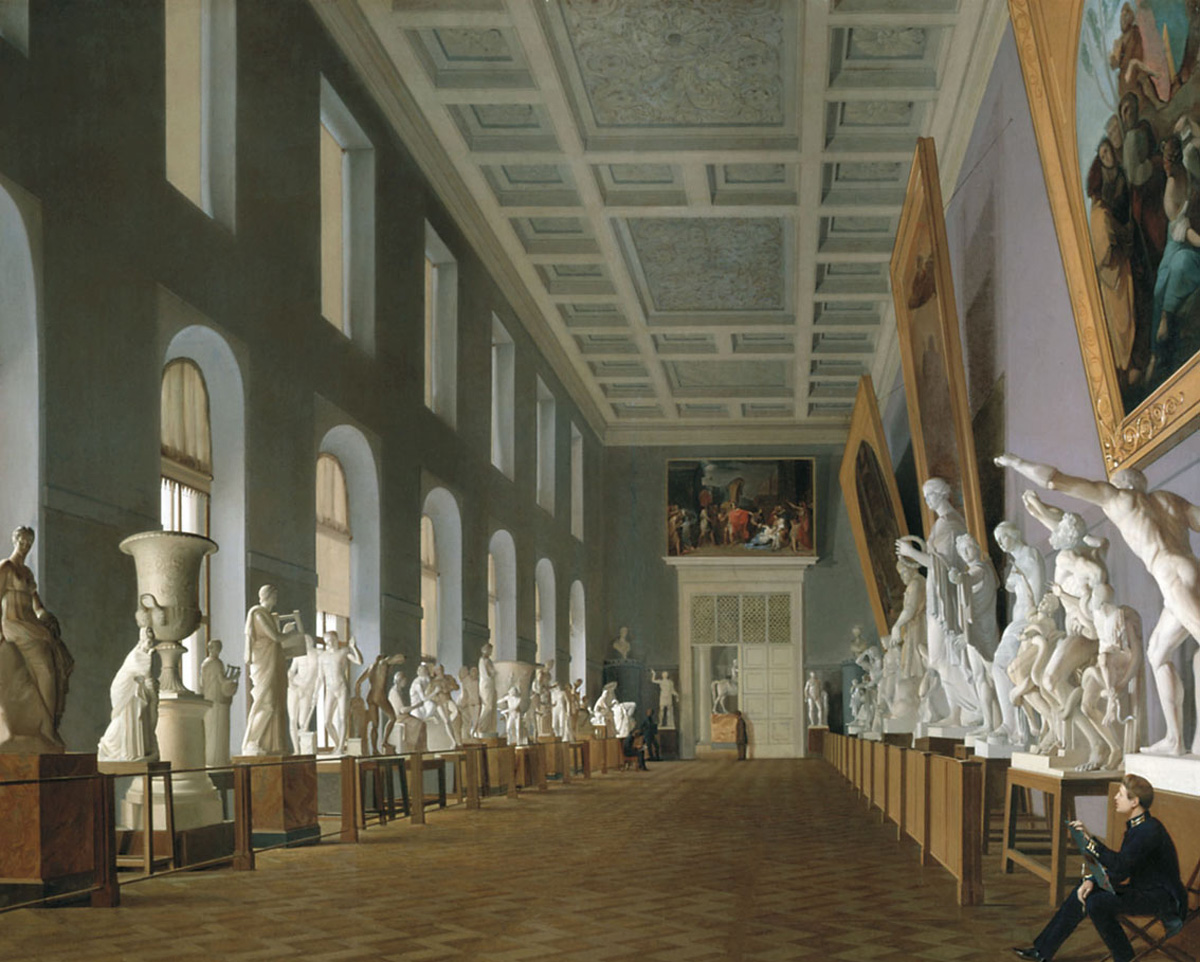
ميخائيلوف، وثانيا العتيقة معرض في أكاديمية الفنون، 1836.

نظم إيفان بيتسكوي الأكاديمية بحكم واقع الدائرة الحكومية التي تشرف على المسائل المتعلقة بالفن في جميع أنحاء البلاد، وتوزيع الاوامر ومنح الرتب للفنانين. شجعت الأكاديمية بقوة المبادئ التقليدية الحديثة عن طريق إرسال أبرز الرسامين الروس في الخارج، من أجل التعرف على الأنماط القديمة وعصر النهضة في إيطاليا وفرنسا. كما أنه ما يخصها من جمع كبير من الأعمال الفنية الاختيار المقصود لدراسة والنسخ.
في منتصف القرن 19 تأثر الفن الأكاديمي ل تدريب الموظفين بكثير من مذاهب دومينيك إنجرس، وكان تحديا من جيل الشباب من الفنانين الروس الذين أكدوا حريتهم في الطلاء في أسلوب واقعي. أتباع هذه الحركة أصبح يعرف باسم بيريدفيزينكي ،و بقيادة ايفان كرامسكوي، علنا انقطع مع الأكاديمية وبدأت في المعارض الخاصة التي سافر من مدينة إلى مدينة في جميع أنحاء روسيا. ايليا ريبين، ميخائيل فروبل وبعض الرسامين الآخرين، ومع ذلك، لا يزال ينظر إلى أكاديمية للتدريب على النحو الذي لا غنى عنه لتنمية المهارات المهنية الأساسية.

## في الاتحاد السوفياتي
بعد الثورة الروسية في عام 1917 تم تمرير الأكاديمية من خلال سلسلة من التحولات. تم تباعا تسمية الأكاديمية الروسية للفنون في عام 1933، في أكاديمية الفنون في الاتحاد السوفياتي في عام 1947، والعودة إلى الأكاديمية الروسية للفنون في عام 1991. الأعمال الفنية القديمة في الأكاديمية، والتي تشمل الأعمال الرئيسية للبوسين ،و جاك لوي دافيدد وإنجرس، تم نقلها إلى متحف الإرميتاج عبر النهر.
بعد نهوض الحداثة في القرن 20، احتضنت المدارس الفنية الأوروبية الأمريكية المفكرين الذين تمردوا في القرن التاسع عشر على الأكاديمية والتقاليد، واعتبرت أشكال «التقليدية» في الفن والعمارة والأدب، والعقيدة الدينية، والتنظيم الاجتماعي والحياة اليومية قد أصبحت بالية. وفي حين أن التربية الفنية في الغرب آخذة في التغير، التعاليم التقليدية الأكاديمية كانت تتغذى في الأكاديمية السوفياتية.

كمدرسة، الواقعية الاشتراكية السوفياتية تفوقت على أنواع اللوحة الطبيعية والواقعية في الغرب خلال الربع الثالث من القرن العشرين! كان نهضة للفنون الواقعية وراء الستار الحديدي.
فيرن جروفينور ساومسن

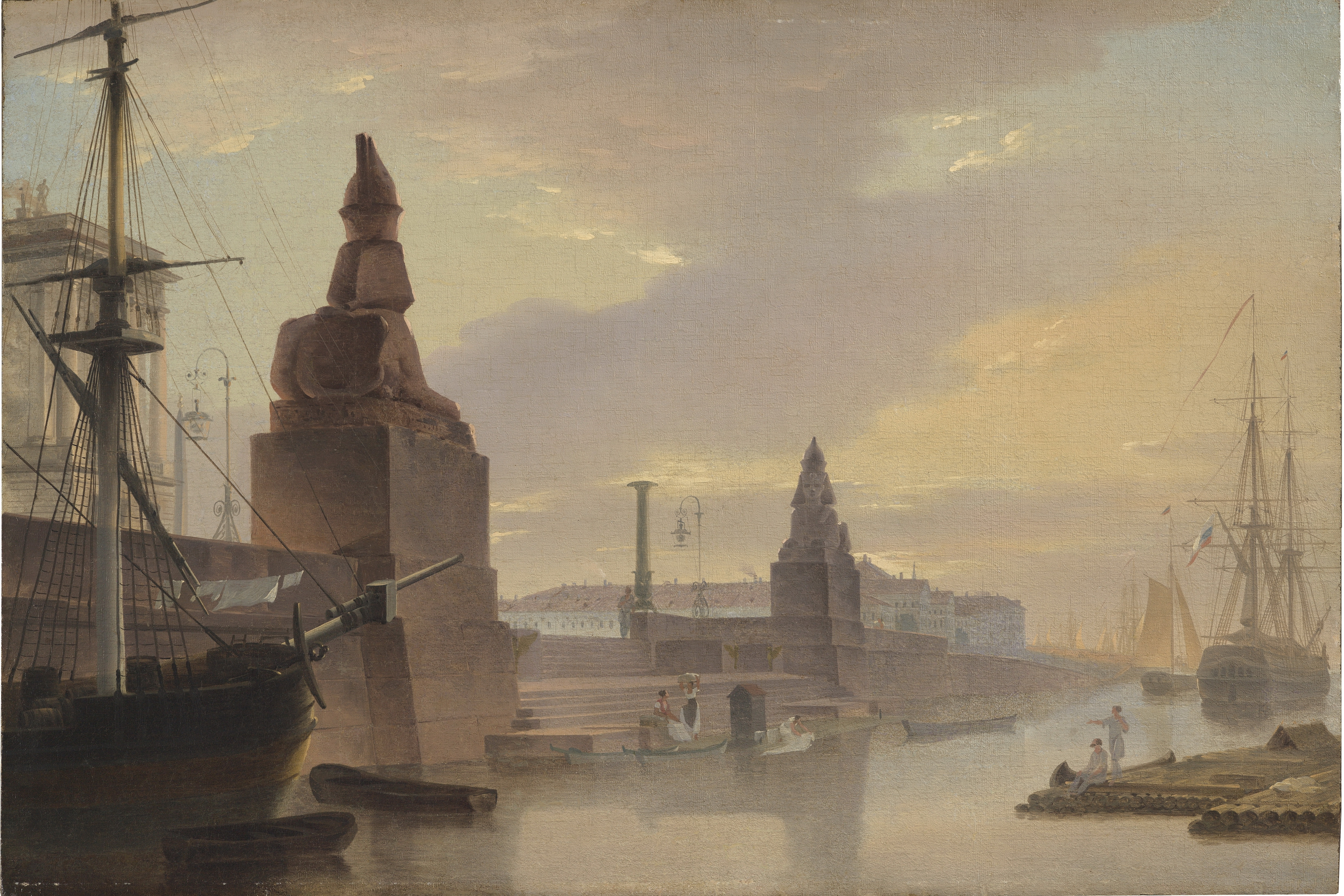
مكسيم فوروبيوف، أبي الهول المصري بطانة أكاديمية كواي (1835).

خلال سنوات الحقبة السوفياتية، الأكاديميات كانت حرة (بتمويل من الحكومة)، ولكن لا يصدق على المنافسة. العديد من الطلاب من شأنهم باستمرار التقدم بطلب للحصول أحيانا ستة، سبعة أعوام على التوالي ليكون مقبولين للأكاديمية، ولكن دون جدوى. مع عشرين من الأماكن المتاحة والآلاف من الطلبات، كانت المنافسة وحشية.

## الوضع الحالي
يقع مقر الأكاديمية الروسية للفنون في موسكو منذ عام 1947. رئيسها الحالي هو زوراب تسيريتيلي. المبنى التاريخي على نهر نيفا في سانت بطرسبورغ حاليا يستوعب أكاديمية ايليا ريبن بسانت بيترسبورغ لمعهد الرسم والنحت والعمارة ، لكنها لا تزال تعرف بشكل غير رسمي باسم أكاديمية سانت بطرسبرغ الفنون.

## وصلات خارجية
- الأكاديمية الروسية للفنون
- أكاديمية الدولة سانت بطرسبورغ معهد الفنون الجميلة